# Уязд-Губи
Уязд-Губи (пол. Ujazd-Huby) — село в Польщі, у гміні Каменець Ґродзиського повіту Великопольського воєводства.
Населення — 94 особи (2011).

## Демографія
Демографічна структура станом на 31 березня 2011 року:
|          | Загалом | Допрацездатний вік | Працездатний вік | Постпрацездатний вік |
| -------- | ------- | ------------------ | ---------------- | -------------------- |
| Чоловіки | 48      | 16                 | 30               | 2                    |
| Жінки    | 46      | 13                 | 26               | 7                    |
| Разом    | 94      | 29                 | 56               | 9                    |